# Старий Міст
Стари́й Міст (з кінця 1920-х до 2016 — Петрі́вське) — село в Україні, у Іванківській селищній громаді Вишгородського району Київської області. Населення становить 120 осіб.

## Історія
7 (20) листопада 1917 року, відповідно до Третього Універсалу Української Центральної Ради, увійшло до складу Української Народної Республіки.
До 2020 року у складі Димарської сільської ради.
12 червня 2020 року, відповідно до розпорядження Кабінету Міністрів України № 715-р «Про визначення адміністративних центрів та затвердження територій територіальних громад Київської області», увійшло до складу Іванківської селищної територіальної громади.
19 липня 2020 року, в результаті адміністративно-територіальної реформи та ліквідації Іванківського району, село увійшло до складу новоутвореного Вишгородського району.
З кінця лютого до 1 квітня 2022 року під час російсько-української війни село було окуповане російськими військами.

## Назва
Історична назва Старий Міст походить від давнього мосту через річку Олешня, яким проходив шлях з Чорнобиля на Красятичі. Перші поселенці, що заснували це село (початково хутір) у першій чверті 20 століття пам'ятали міст дуже старим. А на місці села у 19 столітті існувало урочище Мостище. На мапі 1928 року село ще показане як Старий міст, на карті 1935 року — вже як Петрівське.
4 лютого 2016 року селу було повернуто історичну назву